# Stubendorffia olgae
Stubendorffia olgae är en korsblommig växtart som beskrevs av R. Vinogr. Stubendorffia olgae ingår i släktet Stubendorffia och familjen korsblommiga växter. Inga underarter finns listade i Catalogue of Life.